# Ron Cadwell
Ron Cadwell ist ein Geschäftsmann. Er betreibt mit seiner Firma CCBill, LLC eine der weltweit führenden Bezahlplattformen für Online-Pornographie. 1 Milliarde USD werden jährlich über die Plattform abgewickelt. Der Independent nannte CCBill „PayPal of porn“.
Ron Cadwell gibt als seine Profession Chiropraktiker an. Seine Schwester ist studierte Psychologin. Zunächst wollte sie eine Saftbar aufmachen, die beiden stellten dann aber fest, dass es im Internet eine gewisse Nachfrage nach Saftpressen gab und stiegen in den Online-Handel ein.
Zunächst wollte Cadwell seine Firma in einem Nicht-EU-Land aufbauen, das jedoch westlichen Standards genügte, dachte über die Ukraine nach, entschied sich dann aber nach ausführlicher politischer und fachlicher Analyse für Serbien. Zusammen mit seiner Schwester gründete 1997 Ron Cadwell die CCBill, LLC und ist heute deren Chief Executive Officer. Er gilt als Pioneer der damals noch jungen „Adult Industrie“ im Internet und siedelte seine Firma in Novi Sad an. Heute hat die Firma ihren Standort laut Bloomberg in Tempe, Arizona.
Die maltesische Investigativjournalistin Daphne Caruana Galizia recherchierte kurz vor ihrer Ermordung im Oktober 2017 über die Geschäftsverbindungen der Anwaltskanzlei des maltesischen Oppositionsführers Adrian Delia (Partit Nazzjonalista) und seinem Partner George Sapiano. Cadwell hatte die Firma der Beiden Aequitas Trust & Fiduciary Ltd. 2002 beauftragt für ihn die CCBill EU, ltd. auf Malta zu registrieren. Sie vermutete, dass Delia an dem Geschäft mitverdient. Die Firma CCBill EU gibt mittlerweile an, Niederlassungen neben Novi Sad auch in Belgrad, Amsterdam und ihren Europa-Hauptsitz auf Malta zu haben.